# Astrokemija
Astrokemija je proučavanje obilja i reakcija molekula u svemiru i njihove interakcije sa zračenjem. Astrokemija je disciplina koja povezuje astronomiju i kemiju. Izrat"astrokemija" može se primijeniti i na Sunčev sustav i na međuzvjezdani medij. Proučavanje obilja elemenata i omjera izotopa u objektima Sunčevog sustava, poput meteorita, naziva se i kozmokemijom, dok se proučavanje međuzvjezdanih atoma i molekula te njihova interakcija sa zračenjem ponekad naziva i molekularnom astrofizikom. Formiranje, atomski i kemijski sastav, evolucija i sudbina molekularnih plinskih oblaka posebno su zanimljivi, jer upravo iz tih oblaka nastaju solarni sustavi.

## Povijest
Promatranja solarnih spektra kao što su izveli Athanasius Kircher (1646.), Jan Marek Marci (1648.), Robert Boyle (1664.) i Francesco Maria Grimaldi (1665.), sve su prethodila Newtonovom radu 1666. godine koji je utvrdio spektralnu prirodu svjetlosti i rezultirao prvim spektroskop. Spektroskopija je prvi put korištena kao astronomska tehnika 1802. Eksperimentima Williama Hydea Wollastona, koji je izgradio spektrometar za promatranje spektralnih linija prisutnih unutar Sunčevog zračenja. Te spektralne linije kasnije su kvantificirane kroz rad Josepha von Fraunhofera.
Dok se radioastronomija razvijala 1930-ih, sve do 1937. godine nisu se pojavili nikakvi značajni dokazi za konačnu identifikaciju međuzvjezdane molekule. - sve do ove točke, jedine kemijske vrste za koje se znalo da postoje u međuzvjezdanom prostoru bile su atomske. Ti su nalazi potvrđeni 1940. godine, kada su McKellar i sur. identificirane i pripisane spektroskopske linije u tada neidentificiranom radio-promatranju molekulama CH i CN u međuzvjezdanom prostoru. U trideset godina nakon toga, u međuzvjezdanom prostoru otkriven je mali izbor drugih molekula: najvažniji je OH, otkriven 1963. godine i značajan kao izvor međuzvjezdanog kisika, i H2CO (formalmaldehid), otkriven 1969. i značajan jer je prva promatrana organska, poliatomska molekula u međuzvjezdanom prostoru.